# مطهرات

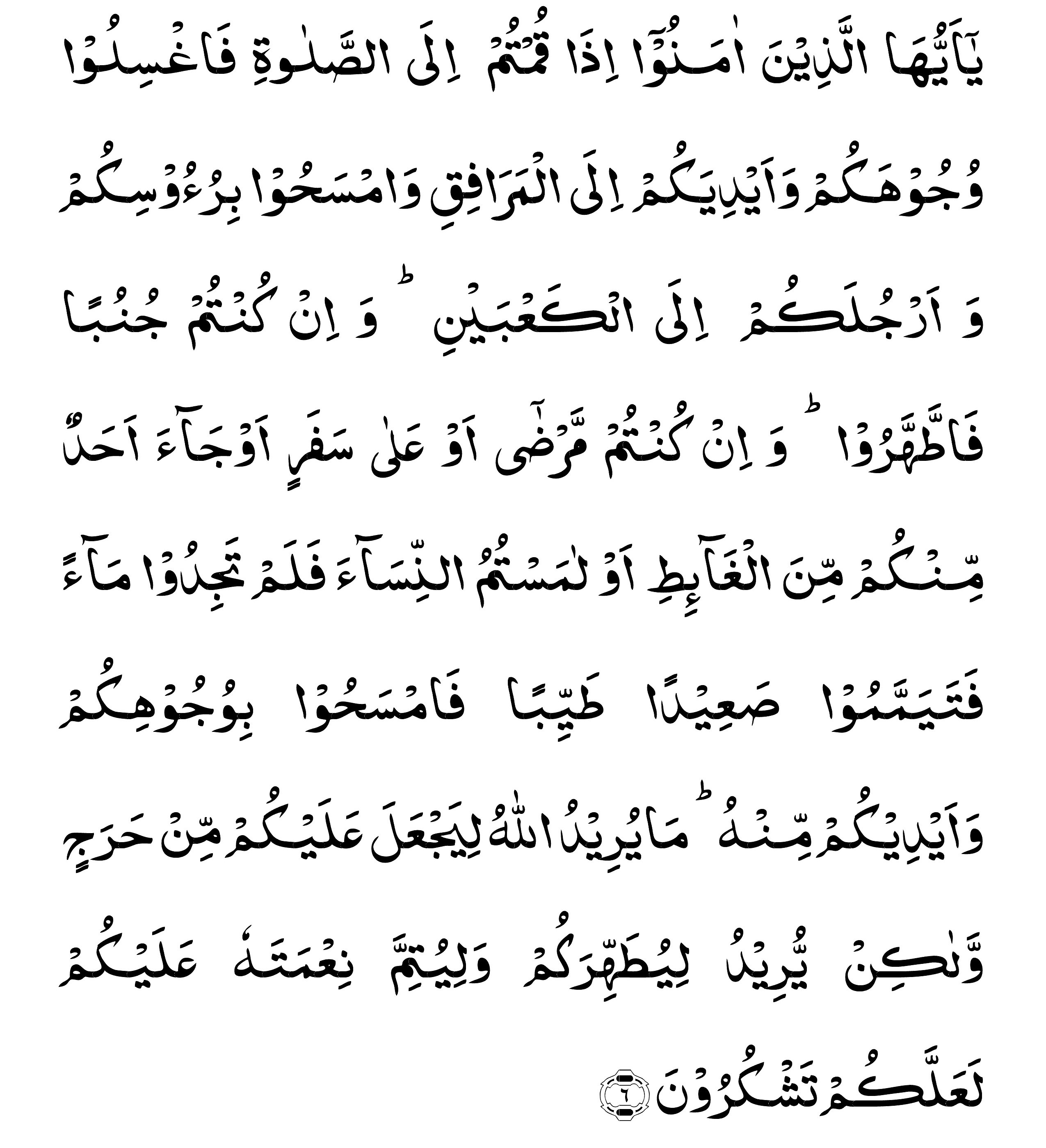
آیه ۶ سوره مائده، در ارتباط با وضو و طهارت

مطهرات یا پاک‌کننده‌ها در احکام اسلامی به چیزهائی گفته می‌شود که با استفاده از آن‌ها می‌توان چیزی که نجس شده را پاک کرد.

## مطهرات در فقه شیعه
- آب
- زمین
- آفتاب
- استحاله
- انتقال
- اسلام
- تبعیت
- غایب شدن مسلمان
- برطرف شدن عین نجاست[۲]

استبرا حیوان نجاست خوار

## مطهرات در فقه اهل سنت
- آب
- زمین
- آفتاب
- استحاله
- آتش
- دباغی کردن
- ندف یازدن پنبه
- تصرف کردن در یک چیز
- فرک یا مالش دادن
- مسح
- آب دهان
- غلیان و به جوش آمدن[۳][۴]